# Idoru
Idoru é o segundo livro da Trilogia Bridge de William Gibson. Consiste em um romance de ficção científica em um futuro pós-moderno, distópico e cyberpunk . O personagem principal, Colin Laney, tem um talento para a identificação de pontos nodais semelhante ao do próprio autor.

## Resumo do enredo
O livro se passa no mundo resultante do terremoto que atingiu de Tóquio a São Francisco no início do século 21. Colin Laney, personagem principal, é indicado a agentes da mega-estrela do rock Rez (do grupo musical Lo/Rez) para um tipo de serviço que exige seu peculiar talento de filtrar grandes quantidades de dados mundanos de forma a encontrar "pontos nodais" de particular relevância. Rez teria alegado publicamente planos de casar com uma personalidade sintética/artificial chamada Rei Toei, um Idoru (Ídolo Japonês), o que é aparentemente impossível e, portanto, questionado por seus funcionários leais. Blackwell, seu chefe de segurança, acredita que alguém está manipulando Rez com intenções escusas e quer que Laney descubra exatamente o que está ocorrendo.
Simultaneamente, o capítulo de Seattle do fã-clube de Lo/Rez discute exatamente o mesmo tópico do inacreditável casamento entre um humano e um constructo de Inteligência Artificial. Com quatorze anos, Chia Pet McKenzie é escolhida pelo grupo para ir a Tóquio encontrar o capítulo local e apurar o posicionamento de seus membros sobre esta situação.. No voo, Chia conhece uma mulher chamada Maryalice, que a engana para que atravesse a alfândega carregando um item contrabandeado. 
Laney aceita sua nova posição com reservas, e permanece em conflito a maior parte do livro com seu emprego anterior, ligado a uma associação poderosa e infotainment (Slitscan). Esta organização possui como objetivo manipular personalidades da mídia ao obter informações privadas a seu respeito. Durante o período em que esteve empregado pela associação, Laney se envolveu em um caso midiático que resultou na morte de uma das partes envolvidas, pela qual ele se se considera responsável. Seu talento lhe tinha permitido um prenúncio deste provável suicídio, mas seu empregador o obrigou a manter um papel de observador passivo. No entanto, Laney tentou impedir a situação envolvendo-se pessoalmente no caso.
Estando no centro de um escândalo midiático, Laney acaba atraído para uma organização rival, que promete protegê-lo em troca da revelação de atos ilegais cometidos pela Slitscan durante sua perseguição a terceiros. A promessa não é cumprida, e Laney começa a receber ameaças e chantagens da Slitscan com o objetivo de obriga-lo a revelar informações confidenciais sobre Lo/Rez.
Chia, em paralelo, é levada por Maryalice  a um prédio semi-abandonado onde funciona uma casa noturna para que o contrabando seja entregue a Eddie, namorado de Maryalice. Percebendo o perigo, um funcionário a ajuda a escapar, e ela foge com o objeto. Consegue finalmente chegar à casa da representante do fã-clube local, onde acredita estar em segurança e exige uma reunião imediata, com o objetivo de voltar a seu país o mais cedo possível. Durante a reunião, estranha o fato do fã-clube local não estar preocupado com o casamento iminente do vocalista da banda com uma personalidade virtual. Chia, investigando por conta própria, recruta a ajuda de Mitsuko, irmão da garota que a hospedou, um Otaku membro da comunidade hacker "Cidade Murada" (uma comunidade virtual baseada em Kowloon Walled City).
Masahiko e Chia saem em busca da verdade sobre o relacionamento homem/inteligência artificial, e Masahiko é informado por outros habitantes da Cidade Murada que ele está sendo vigiado, tanto no meio virtual quanto fisicamente. Chia confessa a Masahiko que ela encontrou alguma coisa na sua bagagem e que este pode ser o motivo pelo qual estão sendo perseguidos. O contrabando que fora colocado por Maryalice na bolsa de Chia é identificado como um montador nanotecnológico, tão avançado quanto ilegal, que Eddie contrabandeou para a Máfia russa. Chia e Masahiko então fogem para um motel para tentar se esconder dos perseguidores, por ser o único tipo de comércio onde é possível conseguir uma conexão relativamente segura e privada com o meio virtual.
É aqui que todas as partes da história convergem. Quando Chia e Masahiko se conectam, a Idoru (Rei) manifesta-se e interage com eles, avisando-os de que são parte de sua evolução. Enquanto isso, Maryalice encontra o hotel e nvade o quarto. Lamentando o seu recente rompimento com Eddie por conta da fracassada operação de contrabando, ela diz a eles que devolver o dispositivo não irá impedi-los de serem mortos como testemunhas.
Em um curto espaço de tempo, Zona Rosa (suposta chefe de gangue da Cidade do México e amiga de Chia), Laney, Rez e Blackwell convergem ao hotel, virtualmente e fisicamente, e conseguem proteger Chia e Masahiko. Um acordo é atingido e a resolução do livro deixa em aberto se a união entre homem e máquina realmente se consumou da forma pretendida. 